# Ewa Dabrowska
Ewa Dabrowska (née Ewa Iwona Pawlowska le 28 novembre 1967 à Włodawa en Pologne) est une artiste sculptrice, peintre et dessinatrice polonaise.

## Biographie
Ewa Dabrowska passe son enfance dans une maison familiale en pleine forêt. Ce passage dans son enfance va favoriser son développement d'une vision naturaliste de la vie et ainsi lui permettre de se construire son propre univers.   Le divorce de ses parents va également la pousser en parallèle à comprendre ce qu’elle appellera plus tard "le phénomène de l'Humain" . Durant le reste de son enfance, elle trouve refuge dans la lecture de par sa mère, puis dans l'art grâce à son père qui était sculpteur reconnu en Pologne dans une lignée tranditionaliste.
Après le baccalauréat elle entame ses études d’art à Lublin (Université Marie Curie Sklodowska), pour ensuite être admise à la prestigieuse Académie des Beaux-Arts de Cracovie en section sculpture. Encouragée par ses professeurs à poursuivre une carrière internationale, elle ira par la suite en France pour s'inscrire à l’École des Beaux-Arts de Versailles en section peinture. La découverte de la tragique histoire de Camille Claudel, femme sculpteur, la pousse à fonder une famille en 1994.
Depuis installée à Honfleur en France, elle expose régulièrement ses œuvres un peu partout dans le monde et en vit.
Naturalisée française sous son nom de jeune fille Ewa PAWLOWSKA depuis le 25 juillet 2019

## Formations
- 1995-1998 : École des beaux-arts (peinture) de Versailles (France)
- 1991-1994 : Académie des Beaux-Arts (sculpture) ASP de Cracovie (Pologne)
- 1990-1991 : Institut d’Arts Plastiques Université Marie Curie Sklodowska de Lublin (Pologne)

## Collections publiques
- 2024 : inauguration monument commemoratif dans cadre 80 eme anniversaire débarquement à Blainville sur Orme
- 2015 : Musée Ha-Art de Takamatsu au Japon
- 2010 : Musée du Plâtre de Cormeilles-en-Parisis (Val-d'Oise)
- 2009 : Ville d’Herblay-sur-Seine (Val-d'Oise)
- 2007 : Musée régional de Włodawa en Pologne
- 2006 : Ville de Conflans-Sainte-Honorine (Yvelines)

## Expositions internationales
- 2015 : Musée HA-ART à Takamatsu[2] - Japon
- 2015 : Musée KAJITA à Nagoya - Japon
- 2015 : Galerie Torre Dos Cielos à Fukuoka - Japon
- 2013 : MONSERRAT Contemporary Art Gallery à New York - États-Unis
- 2013 : « Libr’Art » - Salon d’Art Contemporain à Libramont-Chevigny - Belgique
- 2013 : « Nautartis » - Salon Pallazzo Dei Consoli à Gubbio - Italie
- 2007 : Musée Régionale à Wlodawa - Pologne
- 2000 : Galerie Brasil à Sao Paulo - Brésil
- 1990 : Ville de Hajduszoboszlo - Hongrie

## Expositions personnelles (sélection)
- 2019 : Salon d'automne PARIS
- 2013 : Espace d’Art Contemporain : PasserART - Troyes (Aube)
- 2010 : Musée du Plâtre - Cormeilles-en-Parisis (Val-d'Oise)
- 2009 : La Maison du Passeur - Herblay-sur-Seine (Val-d'Oise)
- 2008 : Atelier Ewa D - exposition permanente - Honfleur (Calvados)
- 2008 : L’espace Editcréa - Paris XVI
- 2007 : Musée Régionale de Wlodawa - Włodawa (Pologne)
- 2007 : Galerie Le Soleil Bleu - Versailles (Yvelines)
- 2002 : La Graineterie - Cormeilles en Parisis (Val-d'Oise)
- 2002 : Galerie Le Soleil Bleu - Versailles (Yvelines)
- 2001 : Galerie Thuillier - Paris
- 2001 : L’Art au Foyer - Asnières-sur-Seine (Hauts-de-Seine)
- 2000 : Galerie Le Dépôt de Matignon - Paris
- 2000 : Galerie Art Présent - Paris
- 1999 : Galerie Le Soleil Bleu - Versailles (Yvelines)
- 1999 : Les Cimaises du Studio Théâtre - Asnières (Hauts-de-Seine)

## Expositions collectives (sélection)
- 2016 : Biennale Internationale « Pont sur l’Art » - Vire (Calvados)
- 2015 : Salon d’Automne aux Champs-Élysées - Paris
- 2012 : Salon « Hivernales de Paris-Est » - Montreuil (Seine-Saint-Denis)
- 2011 : Biennale de Sculpture - Ouistreham (Calvados)
- 2009 : Les Arts à Dompierre  - Dompierre (Orne) Invitée d’honneur
- 2007 : Festival du Nu - Corbier (Savoie)
- 2001 : Salon Lucie Faure - Assemblée nationale - Paris
- 2001 : Salon des Salons - Versailles (Yvelines)
- 2000 : Galerie Artitude - Paris
- 2000 : Salon International «Académie Littéraire et Artistique de Haute Loire »
- 1999 : Salon International de la Peinture à l’eau - Trégastel (Côtes-d'Armor)
- 1999 : Salon Lucie Faure - Assemblée Nationale - Paris
- 1999 : Triennale de Dessin - La Celle Saint Cloud (Yvelines)

## Prix et distinctions
- 2013 : Médaille du bronze de la Ville de Conflans-Sainte-Honorine (Yvelines)
- 2007 : Premier Prix Festival du Nu de Corbier (Savoie)
- 2006 : Médaille du Conseil général des Yvelines
- 1999 : Prix du Conseil Général des Yvelines
- 1998 : Prix du Mérite et Dévouement Français (Paris)
- 1998 : Prix du Secours populaire français (Hauts-de-Seine)

## Communications / Presse / Médias
- 2014 : « Libre Journal des Beaux-Arts » - Radio Courtoisie 30 décembre 2014
- 2013 : « L’Est éclair » No 22227 du 28 février 2013 à Troyes
- 2010 : « La Lettre Blanche du Musée du Plâtre » N° 38 septembre 2010[3]
- 2010 : « La Gazette du Val d’Oise » N° mercredi 29 septembre 2010 par Daniel Chollet
- 2010 : « Lafauteadiderot.net/ewa-dabrowska » - septembre 2010 par Remy Boyer
- 2009 : « Beaux Arts magazine » N° BAM 299 mai 2009
- 2009 : « L’Orne Combattante » N° jeudi 11 juin 2009
- 2009 : « La Gazette du Val-d’Oise » N° mercredi 9 dec.2009 par Alain Dupeyrat
- 2008 : « IDF-1 chez vous » Chêne TNT par Linda octobre 2008
- 2007 : « Dziennik Wschodni » septembre 2007 par Jacek Barczynski - (Pologne)
- 2006 : « Pierrelaye notre ville » no 128 octobre 2006 par Dominique Waltener
- 2006 : « Egeria » N°1(6) 2006 Chelm par Waldemar Tauroginski (Pologne)
- 2000 : « La Voix Populaire » N°2414 de janvier par Maurice Le Guyader
- 1999 : « La Voix Populaire » N° 2279 de juin par Maurice Le Guyader
- 1999 : « Glos Katolicki » No 92 de septembre 1999 par Teresa Blazejewska